# (1971) Hagihara
(1971) Hagihara (aussi nommé 1955 RD1) est un astéroïde de la ceinture principale, découvert le 14 septembre 1955 à l'observatoire Goethe Link près de Brooklyn, dans l'Indiana. 
Il a été nommé en hommage à Yūsuke Hagihara, astronome japonais.